# Heilig-Geist-Kirche (Lemgo)

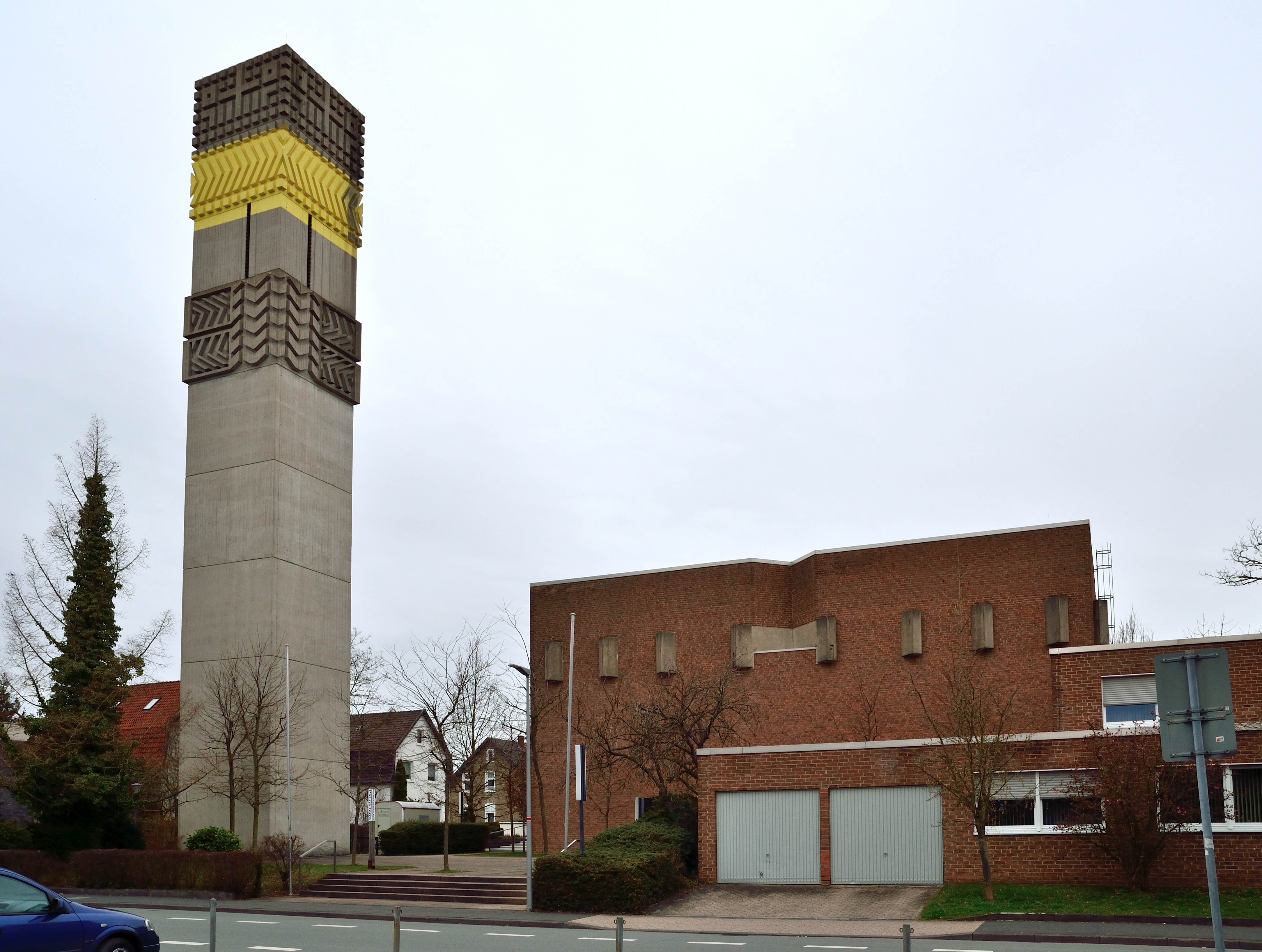
Südseite der Kirche Heilig Geist

Die katholische Heilig-Geist-Kirche ist ein Kirchengebäude in der Pideritstraße 12 in Lemgo, einer Stadt im Kreis Lippe (Nordrhein-Westfalen).

## Geschichte und Architektur
Der Stahlbetonbau auf einem quadratischen Grundriss wurde von 1966 bis 1967 nach Entwurf und unter der Bauleitung des Bielefelder Architekten Joachim G. Hanke (1931–2020) errichtet. Der Glockenturm des hermetisch geschlossenen, mit Backstein verkleideten Kubus, steht frei. Der Innenraum wirkt weiträumig. Der Boden fällt zum Liturgiebereich in der Nordostecke ab. Die ungewöhnliche Raumkonzeption wird durch die mit Lichtbändern versehene Deckenkonstruktion unterstützt. Die Deckenstützen bilden ein, im Verhältnis zum Grundriss, über Eck gestelltes Quadrat. Die Schalungsspuren an den Betonwänden wurden sichtbar belassen. Das Farbkonzept wurde von Otto Herbert Hajek erarbeitet – die erste Zusammenarbeit von Hanke und Hajek, der u. a. die Mitwirkung Hajeks bei der Kirche St. Josef in Bünde folgte. Nördlich an die Kirche schließt sich das einheitlich geplante Gemeindehaus mit zinnenartig über das Flachdach hochgeführten Rohbetonwänden an.
Am 5. November 2019 wurde die Kirche in die Denkmalliste der Stadt Lemgo eingetragen.

## Wurlitzer-Orgel
Die Kirche besitzt seit Mai 2023 eine „neue“ Orgel. Das Instrument wurde 1924 von dem Orgelbauunternehmen Rudolph Wurlitzer Company (North Tonawanda, New York) als Kino-Orgel erbaut. 1946 gelangte das Instrument in den Privatbesitz eines Arztes in Los Angeles. 1997 erwarb der Orgelbauer Friedrich Fleiter (Münster) das Instrument und stellte es in seiner Werkstatt auf. Danach wurde das Instrument generalüberholt und in der Heilig-Geist-Kirche wieder aufgebaut. Das Instrument hat eine Aufbaufläche von ca. 7 m Breite, 2,5 m Tiefe und 3,3 m Höhe.